# Brána do pekla

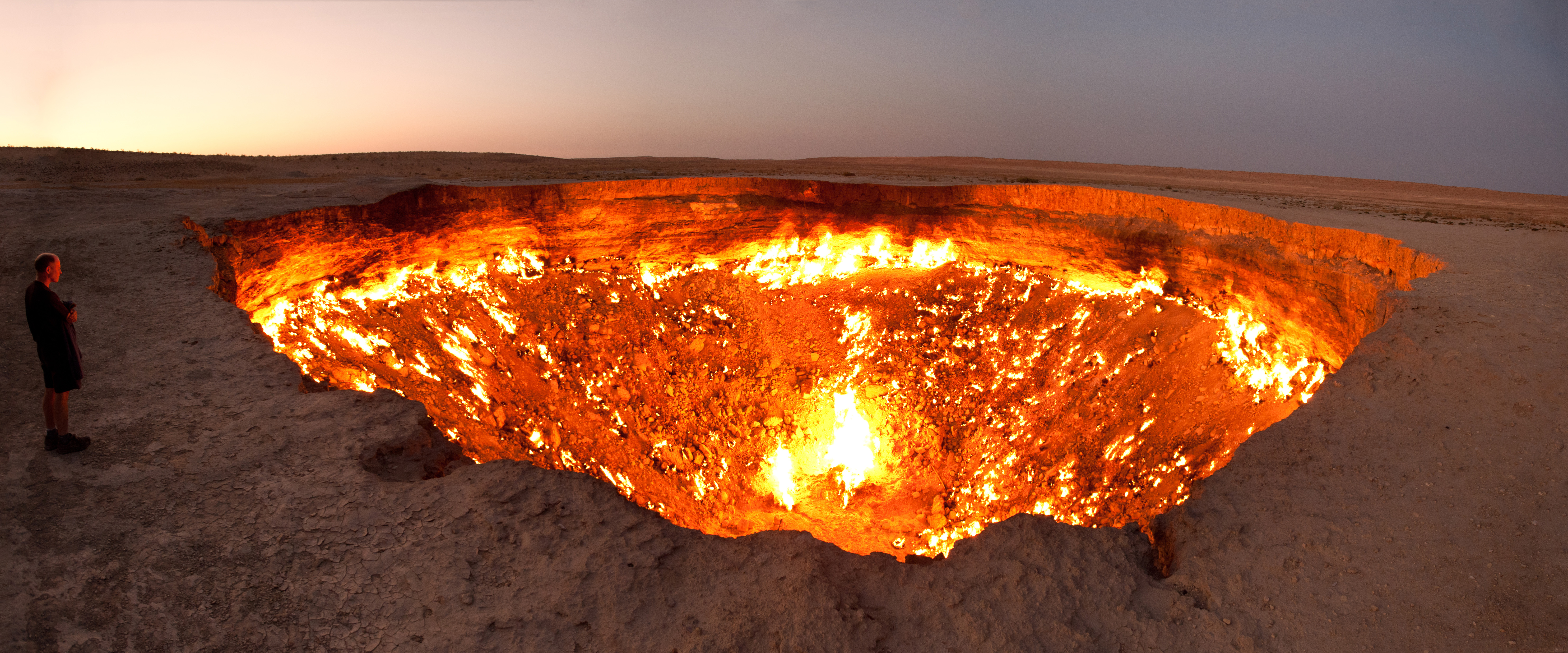
Noční záběr Brány z roku 2011

Brána do pekla (anglicky The Door to Hell, v turkmenštině Jähennem derwezesi) je kráter na území Turkmenistánu uprostřed pouště Karakum nedaleko oázy Darvaza, ve kterém od roku 1971 hoří unikající zemní plyn. V roce 2013 se do srdce kráteru v rámci vědecké expedice spustil průzkumník George Kourounis. Teplota v kráteru se pohybuje okolo 1000 °C.
Lokalita se stala významnou turistickou destinací návštěvníků Turkmenistánu. K roku 2021 hoří plyn v kráteru nepřetržitě již 50 let. V roce 2010 nařídil prezident Turkmenistánu Gurbanguli Berdymuhamedov únik plynu nějakým způsobem uzavřít, to se však doposud (konec roku 2024) nepodařilo. V roce 2022 se prezident Berdymuhamedov opět ozval s plány na uhašení ohně, aby se zabránilo finančním ztrátám z exportu zemního plynu.

## Vznik
Kráter vznikl jako výsledek lidské činnosti, kdy zde v roce 1971 prováděli sovětští geologové průzkum ložiska zemního plynu. Během vrtání došlo k propadnutí podloží a vzniku kráteru o průměru 100 metrů a hloubce kolem 20 metrů. Dle vyjádření místních obyvatel sovětští geologové během vrtání narazili na podzemní jeskyni, do které se následně propadl strop. Došlo k proražení izolačních vrstev horniny, což umožnilo únik ložiska zemního plynu na zemský povrch. Z důvodů bezpečnosti, aby se plyn nešířil do okolí, se sovětští geologové rozhodli v roce 1971 unikající plyn zapálit.
Původní představa geologů byla, že ložisko zemního plynu brzy vyhoří, ale až do roku 2025 plyn unikal a hořel. Poté se povedlo snížit intenzitu plamene asi na třetinu. V blízkosti kráteru byly otevřeny starší vrty a vytvořeny nové, tím došlo ke snížení množství plynu, který se dostane k plamenům.

### Související článek
- Groningenské ložisko zemního plynu
- Vliv člověka na životní prostředí